# Comuna Solukiv, Dolîna
Solukiv (în ucraineană Солуків) este o comună în raionul Dolîna, regiunea Ivano-Frankivsk, Ucraina, formată din satele Dibrova, Iakubiv și Solukiv (reședința).

## Demografie
Componența lingvistică a comunei Solukiv
     Ucraineană (99,56%)
     Alte limbi (0,4%)
Conform recensământului din 2001, majoritatea populației comunei Solukiv era vorbitoare de ucraineană (99,56%), existând în minoritate și vorbitori de alte limbi.